# Skyline 2: Beyond
Beyond Skyline es una película de suspense y acción de ciencia ficción de 2017 dirigida por Liam O'Donnell y protagonizada por Frank Grillo, Bojana Novakovic, Iko Uwais, Callan Mulvey, Yayan Ruhian, Betty Gabriel y Antonio Fargas. Es la continuación directa de Skyline de 2010. Fue lanzado el 15 de diciembre de 2017 en los Estados Unidos por Vertical Entertainment. A diferencia de su predecesor criticado, Beyond Skyline recibió críticas positivas en general con Rotten Tomatoes que lo certificaron como Fresh en un 75%, y los críticos consideraron Beyond Skyline como una gran mejora del original.

## Argumento
Al mismo tiempo que la primera película lo dejó, Mark Corley es un detective de la policía de Los Ángeles que visita a su hijo adolescente, Trent, quien se encuentra en la cárcel por pelea justo cuando comienza la invasión alienígena y absorbe a toda la población de la ciudad. En las diversas naves espaciales por la luz azul. Mark lidera a un grupo de humanos supervivientes a través de los túneles subterráneos del metro para tratar de escapar de los diversos alienígenas. Como la mayoría de los humanos son asesinados y / o secuestrados uno por uno por los alienígenas, Mark, Trent y otros sobrevivientes que incluyen la operador de tránsito Audrey y un vagabundo ciego conocido como 'Sarge' que es inmune a la luz azul ya que no afecta sus ojos, llega al puerto deportivo para escapar de la ciudad después de su destrucción nuclear, solo para ser secuestrado en el buque insignia alienígena por un enorme petrolero extraterrestre.
A bordo de la nave espacial, Mark intenta encontrar a su hijo y se precipita en varias cámaras donde se encuentra con la superviviente Elaine y su beau transformado Jarrod para luchar contra los alienígenas. Elaine le da a Mark una actualización sobre la invasión alienígena y sobre la transformación de Jarrod. A pesar de que Elaine tiene tres meses de embarazo, su embarazo se aceleró y ella da a luz a una hija recién nacida. Desgraciadamente Elaine muere durante el parto y Mark y Alien Jarrod se unen para destruir la nave alienígena colocando explosivos de tecnología alienígena dentro de los sistemas de control de la nave. Como Alien Jarrod lucha contra varios guerreros alienígenas, Mark rescata a Audrey, pero es demasiado tarde para salvar a su hijo cuando a Trent le quitan el cerebro y lo colocan en otra criatura alienígena máquina biomecánica. Sarge combate contra el extraterrestre líder y el alien lo apuñala produciéndole una herida mortal, gracias a lo cual Sarge, Mark, Audrey y el bebé puedan escapar de la cámara. Finalmente, Sarge fallece por las heridas que le dejó el alienígena. Alien Jarrod es derrotado cuando combate al líder alienígena, pero logra destruir el barco que se estrella en la zona rural de Laos, en el sudeste asiático.
Cuando la nave espacial extraterrestre comienza a repararse, Mark, Audrey y el bebé son encontrados por un par de hermanos humanos, el forajido Sua y su hermana Kanya, que están evadiendo tanto a los alienígenas como a la milicia local que están matando y saqueando a la población local. Mientras recorren la jungla, el grupo descubre que el bebé humano crece a un ritmo acelerado de un recién nacido a un niño de tres años en solo un día. Sua y Kanya conducen a Mark, Audrey y el bebé a un escondite de resistencia humana escondido en ruinas locales donde Harper, un médico y exnarcotraficante, examina a la niña y aprende sobre su ADN único, cuya sangre puede ser la clave para derrotar los alienígenas debido a su ADN en constante mejora. Desconocido para Mark, el cerebro de Trent fue colocado en un extraterrestre. Harper descubre la clave para convertir los ojos de todos los alienígenas en rojos y devolver sus cerebros a la normalidad para salvar a todos. Mientras está en una patrulla, Kanya se encuentra con un extraterrestre cisterna de dos piernas y se sacrifica atrayéndola a un viejo campo de minas que quedó de la Guerra de Vietnam para destruirla, pero involuntariamente regala su ubicación a las naves alienígenas que buscan al niño recién nacido humano que luego convergen en la base humana. Durante la batalla climática entre los alienígenas y los combatientes de la resistencia humana (donde varios miembros, incluido Harper son asesinados), Mark ingresa a una nave alienígena aterrizada, donde usa la bomba roja para convertir las luces azules en luces rojas, y girando su "alienígena" hijo a rojo y restaurando sus recuerdos cuando nació para Mark. El líder alienígena y su horda de guerreros alienígenas atacan al grupo, pero Trent lucha dentro de un petrolero alienígena gigante y convierte las luces azules en luces rojas, derrotando al líder alienígena. Con la Tierra salvada, Mark nombra a la niña Rose (el nombre de su esposa fallecida). El final de la película salta hacia adelante 10 años donde Rose (a los 10 años pero mirándose como una mujer de 30 años debido a su acelerado ritmo de crecimiento) toma el control de una nave alienígena y lidera la resistencia humana contra los extraterrestres que operan al otro lado de la Luna. Rose lidera a los alienígenas y humanos con luz roja en su asalto espacial a las otras naves alienígenas con luz azul, incluida la nave nodriza.

## Actores
- Frank Grillo como Mark Corley, un detective y un padre.
- Bojana Novakovic como Audrey, una trabajadora de tránsito de LA.
- Iko Uwais como Sua, el líder de una resistencia humana subterránea.
- Callan Mulvey como Harper, un doctor de la resistencia humana.
- Yayan Ruhian como el jefe, un líder de milita
- Betty Gabriel como Sandra Jones.
- Antonio Fargas como Sarge, un hombre ciego sin hogar.
- Pamelyn Chee como Kanya, la hermana de Sua.
- Samantha Jean como Elaine, una mujer en cautiverio (el papel fue originalmente interpretado por Scottie Thompson en la película anterior de Skyline).
- Valentine Payen como Rose (como adulto).
- Jacob Vargas como García, un oficial de policía y amigo de Mark.
- Jonny Weston como Trent Corley, el hijo adolescente separado de Mark.
- Joanne Baron como Regina.
- Karen Glave como Carol.
- Lindsey Morgan como el Capitán Rose, un oficial de LAPD.

## Producción
En noviembre de 2017, Variety anunció que Iko Uwais se uniría al elenco, junto con Frank Grillo, Bojana Novakovic y Yayan Ruhian. Liam O'Donnell escribió el guion de la película, también escribió el guion para la primera película, ahora dirigirá y producirá con Greg y Colin Strause sirviendo también como productores..Los Strause Brothers fueron el directores de la primera película, Skyline. Matthew Chausse también producirá. Uwais y Ruhian también servirán como coreógrafos de lucha en la película.
- Datos: Q18811589